# Raphael Hythlodaeus
Raphael Hythlodaeus är en fiktiv karaktär i Thomas Mores bok Utopia från omkring 1515.
Hythlodaeus är filosof och upptäcktsresande som varit på Utopia i fem års tid och återkommer till Europa för att berätta om det perfekta samhället.
Peter Giles, en gemensam vän till huvudpersonen (Thomas More) och Raphael Hythlodaeus, introducerar dessa för varandra i Antwerpen. More och Hythlodaeus börjar samtala med varandra och utifrån denna dialog skriver More boken Utopia.
Namnet Hythlodaeus betyder ungefär: talare av nonsens.